# 洛特河畔格朗日
洛特河畔格朗日（法語：Granges-sur-Lot，法語發音：[ɡʁɑ̃ʒ syʁ lɔt]）是法国洛特-加龙省的一个市镇，属于阿让区。

## 地理
洛特河畔格朗日（44°22'35"N, 0°27'55"E）面积4.19 平方千米，位于法国新阿基坦大区洛特-加龍省，该省份为法国西南部内陆省份，北起多爾多涅省，西接吉倫特省和朗德省，南至热尔省，东临塔恩-加龙省和洛特省。
与洛特河畔格朗日接壤的市镇（或旧市镇、城区）包括：洛特河畔卡斯泰尔莫龙、洛特河畔拉菲特、蒙珀扎、圣萨尔多斯、洛特河畔勒唐普勒。

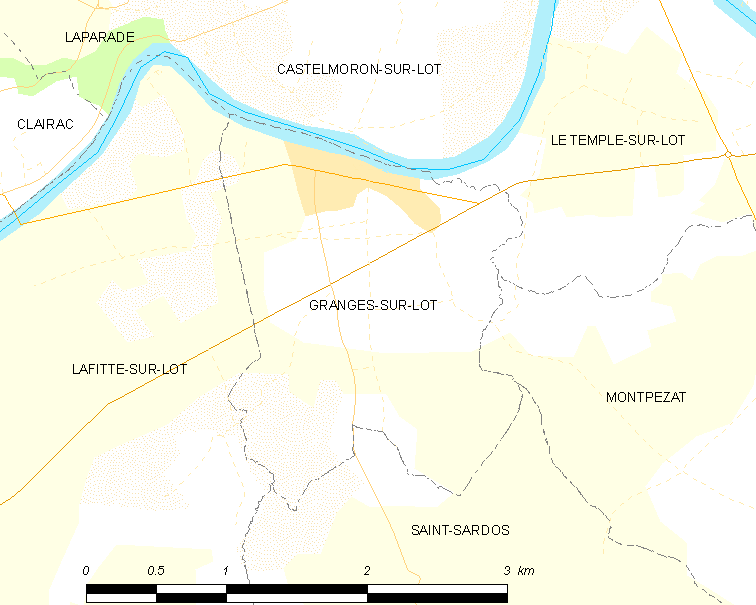
洛特河畔格朗日的OSM定位图

洛特河畔格朗日的时区为UTC+01:00、UTC+02:00（夏令时）。

## 行政
洛特河畔格朗日的邮政编码为47260，INSEE市镇编码为47111。

## 政治
洛特河畔格朗日所属的省级选区为汇流县。

## 人口

1962-2008年间洛特河畔格朗日人口变化图示

洛特河畔格朗日于2022年1月1日时的人口数量为589人。